# Gagrellula pulverulenta
Gagrellula pulverulenta is een hooiwagen uit de familie Sclerosomatidae.